# Nasr ibn Mahmud
Jalal-ad-Dawla Nasr ibn Mahmud (àrab: جلال الدولة نصر بن محمود, Jalāl ad-Dawla Naṣr b. Maḥmūd) fou emir mirdàsida d'Alep del 1075 al 1076. El seu pare Mahmud ibn Nasr va morir a Alep el 1075 i va deixar una herència valorada en un milió i mig de dinars. Va designar successor al seu fill petit Shabib ibn Mahmud, però el fill gran, Nasr ibn Mahmud, que era descendent dels buwàyhides per part de mare, va ser qui va obtenir el reconeixement dels xeics i notables i fou proclamat emir. Immediatament, es va mostrar més generós que el seu pare i més pacient. El seu exèrcit manat per Ahmad Shah, va reconquerir Manbij, que havia passat als romans d'Orient el 1068, però que havien hagut de cedir als seljúcides després de la derrota de Mantzikert el 1071 i els oficials romans d'Orient n'havien fet entrega a emirs turcs (que van restaurar la ciutadella) abans del 1075 quan els mirdàsides van ocupar la ciutat el setembre/octubre d'aquest any. Gairebé al mateix temps l'emir turc de Damasc, Atsiz ibn Uvak al-Malik al-Muazzam, va atacar territori mirdàsida i va devastar la vall mitjana de l'Orontes instal·lant com emir a Rafaniyya al seu germà Djawali (o Čavli). En el contraatac d'Ahmad Shah aquest fou rebutjat davant Rafaniyya, però en un segon intent va aconseguir expulsar a Djawali cap a Damasc. El 1076, en un moment que estava borratxo, Nasr ibn Mahmud va fer empresonar a Ahmad Shah i va acantonar les seves tropes turques a l'Hadir d'Alep; un arquer turc finalment va matar a l'emir. El kinanita Sadid-al-Mulk Alí ibn Muqàl·lad ibn Múnqidh dels Banu Múnqidh, que estava refugiat a Trípoli del Líban, va retornar a Alep on gaudia de gran influència, i va fer reconèixer com emir a Sàbiq ibn Mahmud, el segon fill de Mahmud ibn Nasr i germà de Nasr ibn Mahmud.